# Accademia dei Lincei
De Accademia dei Lincei is een Italiaans wetenschappelijk genootschap, opgericht in 1603 en gevestigd in Rome aan het Palazzo Corsini. De Accademia is vernoemd naar de lynx, een dier met een scherp zicht, een onontbeerlijke eigenschap in een tijd zonder telescopen en microscopen.

## Eerste Accademia
De geschiedenis van de Accademia dei Lincei gaat terug tot het begin van de zeventiende eeuw, toen de eerste Accademia dei Lincei in 1603 werd opgericht door Federico Cesi, een aristocraat uit Umbria. Cesi richtte de academie op samen met de Nederlander Johannes van Heeck en twee stadsgenoten, de wiskundige Francesco Stelluti en de veelzijdige geleerde Anastasio De Filiis. Cesi werd op dit idee gebracht door een ontmoeting met Giambattista della Porta, een veelzijdig wetenschapper die enkele decennia daarvoor in Napels ook een natuurwetenschappelijke academie had opgezet, de Academia Secretorum Naturae, die echter in 1578 was verboden door de paus. In zekere zin was de Accademia dei Lincei dan ook een opvolger hiervan.
In tegenstelling tot veel andere genootschappen uit die tijd, richtte de Accademia dei Lincei zich op het begrip van alle natuurwetenschappen, en niet op het begrip van literatuur of geschiedenis. De Accademia voelde zich niet zoals haar tijdgenoten gebonden aan de oude meesters in de natuurwetenschappen zoals Ptolemeus en Aristoteles, maar was wel respectvol. In 1610 werd Della Porta ook lid van het genootschap, en in 1611 Galileo Galilei. Hij zou een van de meest vooraanstaande leden worden van de Accademia.
De Accademia vormde een centrum binnen de Italiaanse wetenschappen, en legde zich onder meer toe op de publicatie van wetenschappelijke werken, maar stond de leden ook bij in hun onenigheden met de Kerk. Onder haar publicaties bevonden zich bijvoorbeeld Saggiatore van Galilei en de Tesoro Messicano, die de flora en fauna van de Nieuwe Wereld beschrijft. In 1630 kwam de oprichter van de Academia te overlijden, en de Academia viel uit elkaar. Kort erna (1633) werd Galilei veroordeeld en onder huisarrest geplaatst.
De leden van het genootschap hadden een grote verzameling tekeningen gemaakt met behulp van de recentelijk ontdekte microscoop. Deze verzameling zou via een antiquair door diens erven worden verkocht aan de Britse koning George III van het Verenigd Koninkrijk, waarna ze in 1986 op Windsor Castle zouden worden ontdekt.

## Heroprichting
In 1847 werd door paus Pius IX de Accademia heropgericht onder de naam Pontificia accademia dei Nuovi Lincei, de Pauselijke academie der nieuwe lynxen.
Na de inname van Rome door de Italiaanse eenheidsstaat werd de Accademia  in 1874 door Quintino Sella, een Italiaans staatsman, gesplitst in Accademia Nazionale Reale dei Lincei, de Koninklijke Nationale Academie der Lynxen, en Pontificia Accademia Romana dei Nuovi Lincei, de Pauselijke Romeinse Academie der Nieuwe Lynxen. Hij verbreedde echter ook gelijk het doel van de academie, want deze moest zich nu ook richten op de 'zachte' wetenschappen zoals geschiedenis, filosofie en rechten. Deze vernieuwde academie zou leden kennen met grote naam zoals Louis Pasteur, Wilhelm Röntgen, Albert Einstein en Otto Hahn.
Gedurende de fascistische periode werd de academie opgenomen in de Nationale Italiaanse Academie Accademia d'Italia. Toen de fascistische periode was afgelopen, herkreeg de Accademia Nazionale Reale dei Lincei  op advies van de politicus en filosoof Benedetto Croce weer haar onafhankelijkheid onder de naam Accademia Nazionale dei Lincei.
In 1966 onderging de Academie een grote structuurverandering, waarbij statutair het aantal leden werd vastgelegd. Dit werd vastgelegd op 540 leden, waarvan er 180 van Italiaanse geboorte moeten zijn, 180 buitenlanders en 180 in het Italiaans corresponderende leden. Daarnaast werden de leden ingedeeld in natuurwetenschappelijke leden en geesteswetenschappelijke leden.
De Pauselijke Academie voor de Wetenschappen is een onderdeel van de Romeinse Curie en werd onder zijn huidige naam door paus Pius XI opgericht in 1936, maar gaat terug tot de Accademia dei Lincei die in 1603 tijdens het pontificaat van paus Clemens VIII door Federico Cesi werd opgericht.
Paus Johannes Paulus II richtte in de jaren '90 van de 20e eeuw de Pauselijke Academie voor Sociale Wetenschappen op. Beide academies hebben dezelfde residentie in het Vaticaan.